# NGC 6781
NGC 6781 est une nébuleuse planétaire située dans la constellation de l'Aigle. NGC 6781 a été découverte par l'astronome germano-britannique William Herschel en 1788.

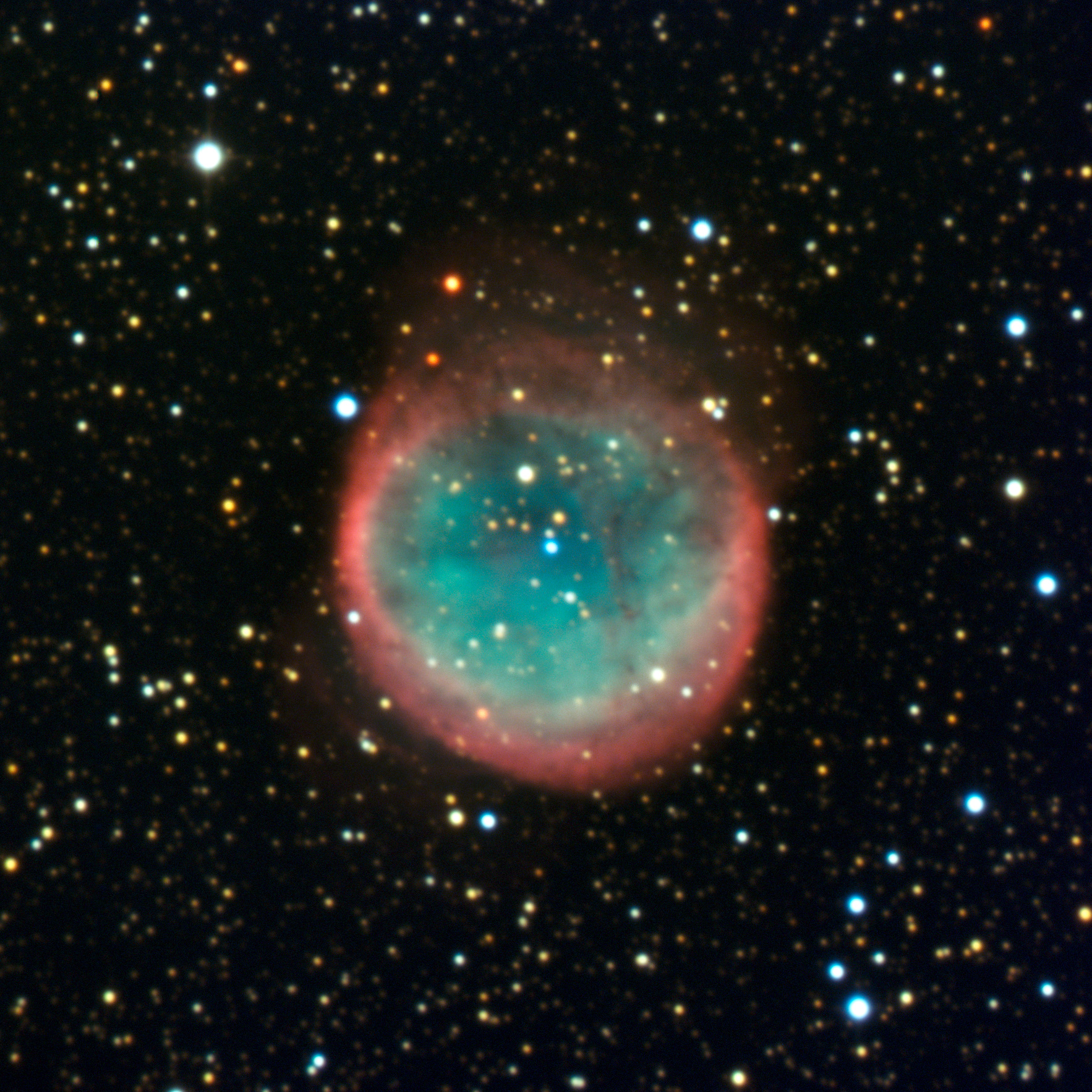
NGC 6781 par le télescope de 3.6 mètres de l'Observatoire de La Silla.

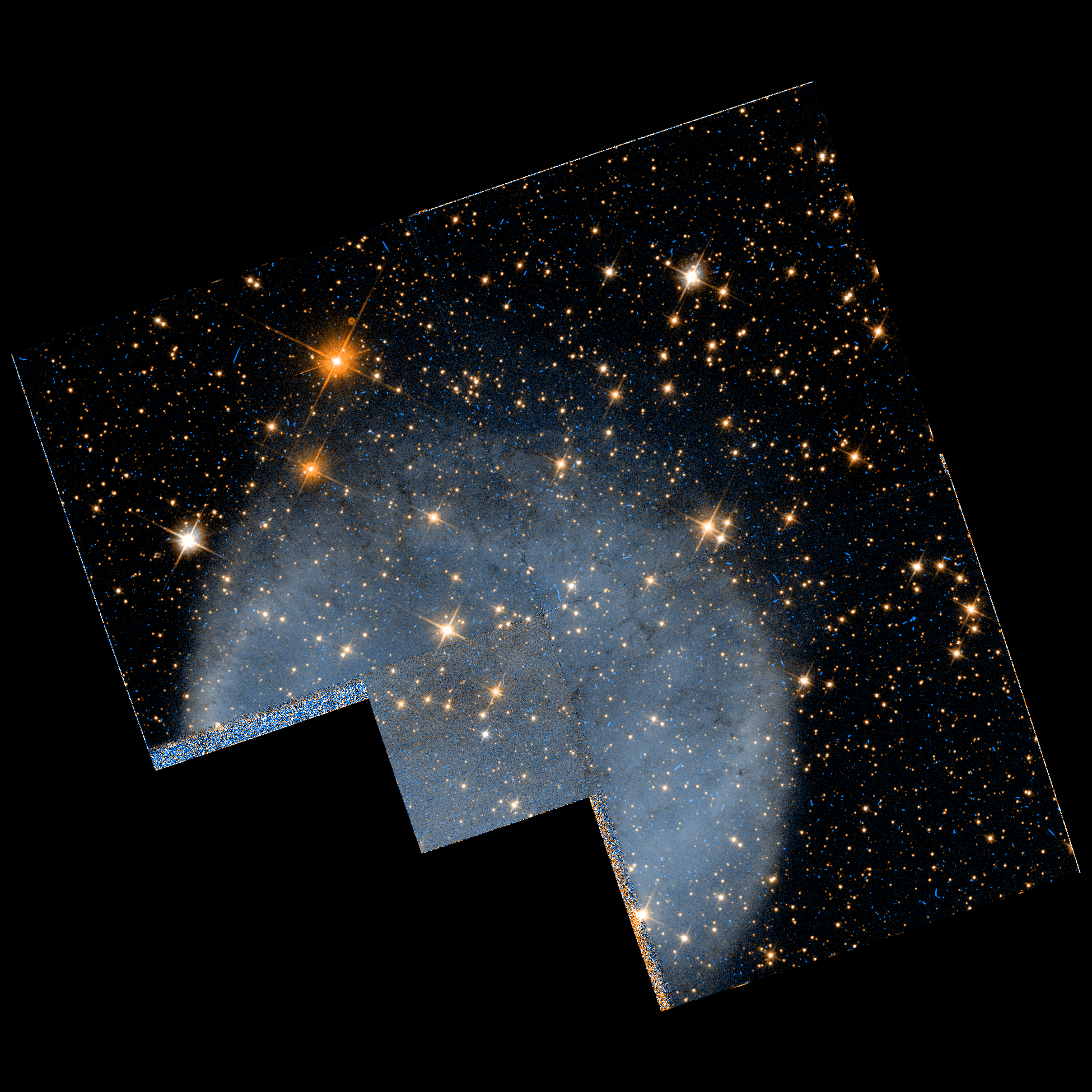
NGC 6781 par le télescope spatial Hubble.

## Observation
Avec une magnitude visuelle apparente de 11,4, il est impossible d'observer cette nébuleuse avec des jumelles. On peut cependant la voir dans un petit télescope dont le diamètre de l'ouverture est d'environ 10 cm.

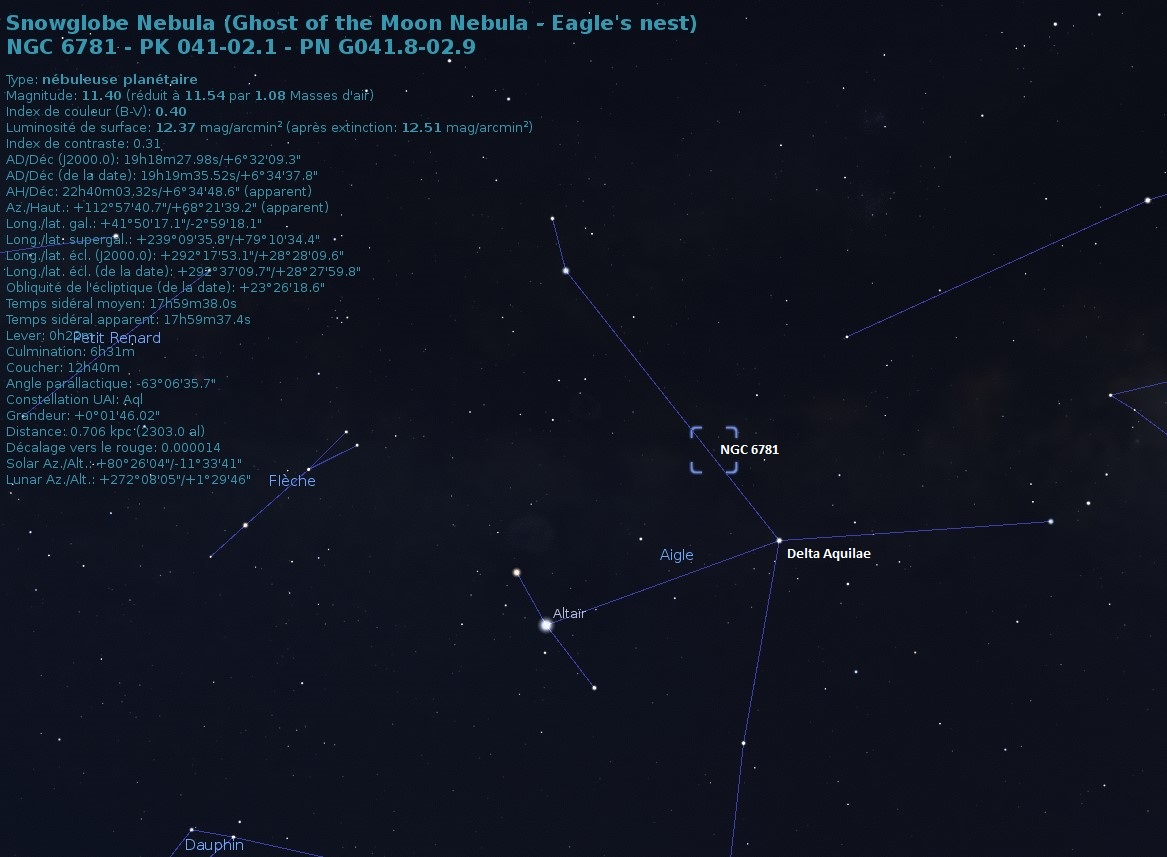
Emplacement de NGC 6781 dans le ciel de la Terre.

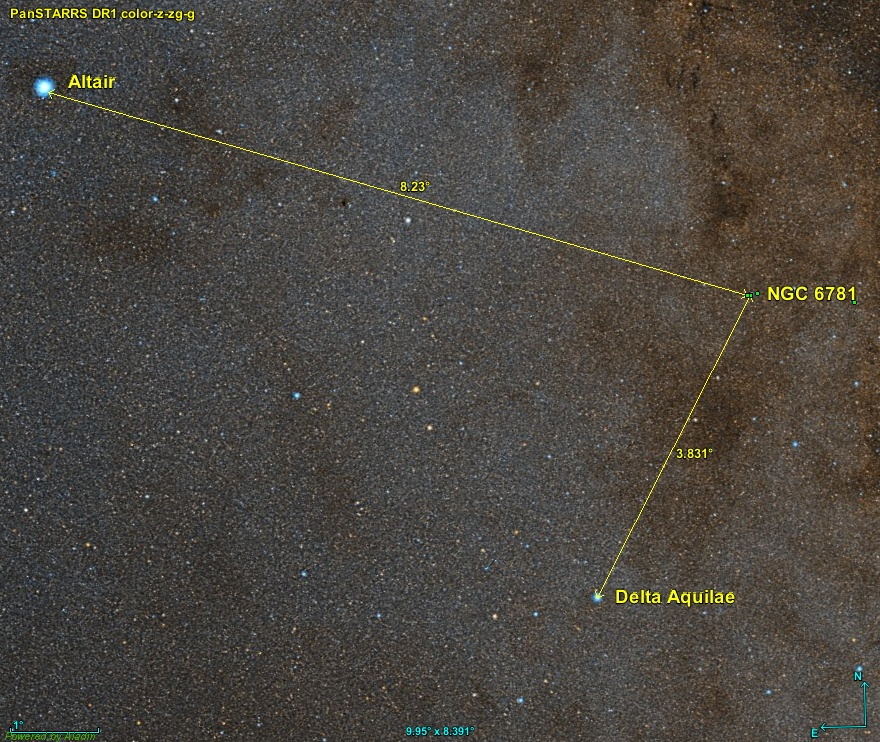
Position de NGC 6781 par rapport à deux étoiles de la constellation de l'Aigle.

La nébuleuse est située à environ 3,8 degrés au nord-ouest de l'étoile Delta Aquilae et à 8,2 degrés au sud-ouest d'Altaïr.

## Caractéristiques

### Distance, taille luminosité
Les mesures récentes réalisées par le satellite Gaia donnent une distance de 494 ± 19 pc (∼1 610 al). Son rayon est estimé à environ 0,15 pc (∼0,489 al). La luminosité de la nébuleuse est égale à 87 {\displaystyle L_{\odot }} (log({\displaystyle L}/{\displaystyle L_{\odot }}=1,94)).
Dans le domaine de l'infrarouge, les dimensions de cette nébuleuse planétaire sont cependant très différentes. Selon un article publié en 2016, NGC 6537 mesure 230" × 56"
, ce qui équivaut à une taille de 1,56 al × 0,94 al.

### Structure, masse et âge
Cette nébuleuse a la forme d'un baril cylindrique. La masse de gaz dans la nébuleuse est d'environ 0,41 {\displaystyle M_{\odot }} et son âge est de 38 000 ans. La masse initiale de l'étoile progénitrice se situerait entre 2,25 et 3,0 {\displaystyle M_{\odot }}.

### L'étoile centrale
La mesure de la parallaxe de l'étoile centrale par le satellite Gaia indique que celle-ci est à 494 ± 19 pc (∼1 610 al) du système solaire. Selon les images obtenues de cette étoile, il est possible qu'elle fasse partie d'un système binaire. Sa magnitude visuelle est égale à 16,88 et sa masse est estimée à 2,205 {\displaystyle M_{\odot }}. Sa température de surface atteint les 112 kK ({\displaystyle Log(T_{eff})=5,05}) et sa luminosité est égale à 87 {\displaystyle L_{\odot }} ({\displaystyle Log(L/L{\odot })=1,94}). Le rayon de la nébuleuse est estimé à 0,15 pc et son âge est de 5 190 ans.